# Carsten Wilke (Politiker)
Carsten Wilke (* 4. Juli 1972 in Berlin) ist ein deutscher Politiker (CDU). Er war bis 2011 Mitglied des Abgeordnetenhauses von Berlin.

## Leben
Carsten Wilke absolvierte von 1989 bis 1991 eine Berufsausbildung als Elektronikfacharbeiter. Auf dem Zweiten Bildungsweg schaffte er 1994 sein Abitur und leistete von April 1995 bis März 1996 seine Grundwehrdienst bei der Luftwaffe ab. Es folgte von 2003 bis 2006 ein Fernstudium an der Technischen Fachhochschule Wildau, welches er mit dem Abschluss als Diplom-Betriebswirt (FH) beendete. Danach war er als selbstständiger Bauprojektentwickler tätig.

## Politik
Carsten Wilke trat 1990 der CDU bei und war Vorsitzender des Ortsverbandes Wuhletal Mitte. In den Jahren 1990 bis 2003 war er als Kreisschatzmeister der Jungen Union in Treptow bzw. Treptow-Köpenick aktiv. In der Zeit von Juli 1994 bis März 1995 und von Dezember 1995 bis November 2001 war er Mitglied der Bezirksverordnetenversammlung Treptow bzw. Treptow-Köpenick. Von Dezember 1999 bis Dezember 2000 war er dort Vorsitzender der CDU-Fraktion.
Carsten Wilke war von März 2003 bis Oktober 2006 und von November 2006 bis Oktober 2011 Mitglied im Abgeordnetenhaus von Berlin. Nach der Berechnung der Verteilung der Überhangs- und Ausgleichsmandate bei Abgeordnetenhauswahl im Oktober 2001, wurde Wilke sein ihm zunächst zu gesprochenes Mandat im Bezirk Treptow-Köpenick wieder abgesprochen und dem CDU-Kandidat aus Tempelhof-Schöneberg zugesprochen. Dagegen legte Wilke klage ein. Eineinhalb Jahre nach den Wahlen gab ihm das Landesverfassungsgericht recht und er zog ins Abgeordnetenhaus ein, während dem CDU-Abgeordneten Rainer Ueckert das Mandat entzogen wurde. Nach der Wahl 2006 verlor er das Mandat zunächst wieder, rückte allerdings für den am 30. November 2006 ausgeschiedenen Christian Gräff nach. Im Nachgang an die Abgeordnetenhauswahl im September 2006, wurde im vorläufigen Wahlergebnis zunächst dem CDU-Politiker Helmut Heinrich ein Mandat zugesprochen. Der Landeswahlausschuss entschied jedoch von diesem Ergebnis abweichend, dass die Ausgleichsmandate nicht der CDU Charlottenburg-Wilmersdorf und damit Heinrich zuzuordnen seien, wogegen Heinrich Klage einlegte, die er allerdings verlor, so dass in der Konsequenz Carsten Wilke sein Mandat weiter ausüben konnte, der es bei einer erfolgreichen Klage Heinrichs hätte ablegen müssen.
Im Abgeordnetenhaus war Wilke Mitglied im Ausschuss für Gesundheit, Umwelt und Verbraucherschutz, im Unterausschuss Beteiligungsmanagement und -controlling des Hauptausschusses, im Unterausschuss Haushaltskontrolle des Hauptausschusses sowie im Ausschuss für Bauen und Wohnen.
Seit dem 27. Oktober 2011 ist er Fraktionsvorsitzender der CDU-Fraktion in der Bezirksverordnetenversammlung von Marzahn-Hellersdorf.